# ジャパンカップスピードスケート競技会
全日本選抜スピードスケート競技会は、2010年より開始した日本スケート連盟が主催するスピードスケートの大会。

## 概要
11月より2月まで国内各地を転戦し、順位に応じて獲得するポイントの合計で争われる。

## 距離
男子
- 500m
- 1000m
- 1500m
- 3000m
- 5000m

女子
- 500m
- 1000m
- 1500m
- 3000m